# Freenode
Freenode, trước đây được gọi là Open Projects Network, là một mạng IRC sử dụng để thảo luận các dự án peer-to-peer. Tất cả các máy chủ của chúng đều có thể truy cập từ tên miền chat.freenode.net và irc.freenode.net, mà các kết nối cân bằng tải  bằng cách luân chuyển các máy chủ thực tế. Trong năm 2010, nó đã trở thành mạng IRC tập trung các phần mềm mã nguồn mở miễn phí lớn nhất và, năm 2013 trở thành mạng IRC lớn nhất, bao gồm hơn 80.000 người dùng và 40.000 kênh, đạt gần 5.000 mới người sử dụng mỗi năm.

## Đặc điểm
Freenode được quản lý tập trung. Đội ngũ vận hành IRC này có quyền truy cập như nhau đối với tất cả các máy chủ và được phát biểu trên các kênh hỗ trợ (#freenode). Một số hoạt động mà bình thường chỉ áp dụng cho một máy chủ (như k-lines) được lan truyền trên toàn bộ mạng này. Các máy chủ được "tặng" vào mạng, chứ không phải là "liên kết" vào.
Mạng Freenode tập trung vào việc hỗ trợ các dự án theo hướng peer-to-peer và mã nguồn mở. Các kênh không liên quan đến những thứ đó được gọi là off-topic và được khuyến khích tìm một nơi nào khác để hoạt động. Để hỗ trợ cho sự khác biệt này, các kênh được chia thành các không gian tên. Các kênh chính bắt đầu với một dấu #, và các nhóm muốn sử dụng một kênh như vậy phải đăng ký chính thức với freenode. Các kênh "Giới thiệu" bắt đầu bằng hai ##, và có sẵn trên cơ sở ai đến trước thì được phục vụ trước mà không cần phải đăng một nhóm.

### Phần mềm máy chủ
Freenode hiện đang chạy trên Atheme IRC Services và IRCD-seven, một tập hợp các bản vá lỗi cho freenode trên IRCD Charybdis (dựa trên ratbox). Năm 1999 freenode chạy trên một IRCD được gọi là dancer (dựa trên IRC-Hybrid) sau đó chuyển sang Hyperion trong năm 2005. Đến năm 2010 Hyperion đã được thay thế bằng IRCD-seven vào ngày 30/5/2010.

## Lịch sử

Hiện có 23 máy chủ freenode hoạt động trên toàn thế giới As of October 2014.

Freenode ban đầu chỉ là một kênh hỗ trợ một nhóm 4-người sử dụng Linux được gọi là #LinPeople trên EFnet, một mạng IRC khác. Năm 1995 sau khi chuyển đến Undernet và sau đó DALnet nó chuyển từ không chỉ là một kênh mà thành mạng irc.linpeople.org. Vào đầu năm 1998, nó đã đổi thành Open Projects Net (OPN) với khoảng 200 người dùng và dưới 20 kênh. Các OPN sớm triển để trở thành mạng lớn nhất cho cộng đồng phần mềm tự do, và lớn thứ 20 trên thế giới. Năm 2002 đổi tên thành freenode và trung tâm Peer-Directed (PDPC) được thành lập. PDPC là một tổ chức từ thiện đã đăng ký IRS 501 (c) (3) từ năm 2002 cho đến khoảng năm 2010, trong thời gian đó nó đã nhận được sự hỗ trợ từ các tổ chức như Quỹ Linux trong năm 2007.
Ngày 24/5/2006, một người dùng có nickname "ratbert" được giành được quyền quản trị viên mạng của freenode từ Rob Levin (lilo) và nắm quyền kiểm soát mạng này. Có khả năng là khoảng 25 mật khẩu người dùng đã bị đánh cắp như vậy. Thành viên này trao cho K-line nhiều thành viên của freenode, và hầu hết các máy chủ freenode sau đó đã bị sập trong vài giờ.
Khoảng ngày 30/1/2010, một cuộc tấn công mới được phát hiện trên freenode mà chưa bao giờ được thấy trước đó. Tổ chức troll Internet Gay Nigger Association of America, nổi tiếng với  trang web gây sốc Last Measure, tạo nên một mẫu JavaScript  khiến cho những người dùng của Firefox, cũng như SeaMonkey và Mozilla âm thầm kết nối với freenode và "làm ngập lụt" nó. Khai thác này sử dụng một khả năng của Firefox là gửi đi các báo cáo web đến một cổng khác với cổng 80 (cổng mặc định của HTTP). Trong khi các nhà phát triển Firefox đã chặn hầu hết các cổng một thời gian trước đây, cổng 6667, cổng cho IRC lại không bị chặn.
Ngày 02/2/2014 freenode bị tấn công DDoS (có xác nhận của @freenodestaff trên Twitter) đã gây ra một mất sự cố cục bộ.
Ngày 22/2/2014 freenode bị một cuộc tấn công DDoS khác (có xác nhận của @freenodestaff trên Twitter) gây ra sự cố cục bộ tiếp theo bởi nhiều botnet cố gắng tấn công #freenode nhưng đã được chuyển hướng đến # freenode-unreg. Sau các vụ tấn công một số máy chủ vẫn bị null route bởi các nhà cung cấp của chúng và trong một khoảng thời gian ngắn chỉ có một máy chủ duy nhất trong vòng luân chuyển là chấp nhận kết nối.
Ngày 13/9/2014 một cuộc tấn công DDoS làm cho mạng này bị chia cắt trong vòng vài giờ tiếp theo bởi nhiều cuộc tấn công botnet trong kênh #freenode và chống lại các dịch vụ của freenode. Đội bên dưới của freenode nhận thấy một lỗ hổng trong một trong các máy chủ IRC của họ. Cho đến nay  nhóm nghiên cứu đã xác định được dấu hiệu của máy chủ đang bị gây tổn hại bởi một bên thứ ba không rõ. Freenode khuyến cáo rằng tất cả người dùng thay đổi mật khẩu NickServ của họ vì lý do an toàn, và đã tạm thời đưa các server bị tổn hại ra offline cho đến khi các lỗ hổng được vá. Một phân tích kỹ thuật chuyên sâu của rootkit được sử dụng trong các cuộc tấn công đã được phát hành vào ngày 14/10/2014.

## Trung tâm Peer-Directed Projects
Trung tâm Peer-Directed Projects (PDPC) được biết đến như là tổ chức vận hành mạng IRC freenode, nơi nhiều dự án mã nguồn mở nổi tiếng host các kênh IRC chính thức của họ. PDPC đã được thành lập tại Anh và xứ Wales.
PDPC được tạo ra để chạy các mạng freenode và thiết lập một loạt các chương trình liên quan đến cộng đồng peer-directed. Theo điều lệ, PDPC tồn tại "để giúp cộng đồng dự án peer-directed phát triển mạnh mẽ", chủ yếu dựa trên các dự án phần mềm mã nguồn mở và miễn phí, và khuyến khích việc sử dụng các phần mềm miễn phí thông qua việc hỗ trợ sự phát triển của nó. Dự án GNU sử dụng mạng freenode cho truyền thông.
PDPC được thành lập và được điều hành ban đầu bởi Rob Levin. Trong tháng 11 năm 2006, hội đồng quản trị đã thông qua kế hoạch cải tổ và các thành viên mới đã được thiết lập. Seth Schoen rời đi và Christel Dahlskjaer, nhân viên cấp cao freenode trở thành thư ký và là người đứng đầu của đội ngũ nhân viên freenode tại nơi của Schoen. Cùng tham gia hội đồng quản trị là David Levin, anh trai của Rob.
Vào tháng 3 năm 2013, PDPC bị giải tán. Quyết định giải thể đã được thực hiện một phần do mức độ đóng góp và các chi phí liên quan đến việc duy trì tình trạng của nó như là một tổ chức từ thiện ở Anh.

## Rob Levin
Robert Levin (16 tháng 12 năm 1955 - 16 tháng 9 năm 2006), còn gọi là lilo, là người sáng lập của mạng freenode IRC và Giám đốc điều hành của tổ chức từ thiện PDPC giúp tạo quỹ cho freenode Là một lập trình viên máy tính từ năm 1968, Levin đã làm việc như là một quản trị viên và lập trình các ứng dụng từ năm 1978 cho đến khi ông qua đời. Ngày 12 Tháng 9 năm 2006, Levin bị tông bởi một chiếc xe hơi trong khi đang cưỡi một chiếc xe đạp vào ban đêm tại Houston, Texas, trong một va chạm chớp nhoáng. Sau vụ va chạm, Levin đã phải nhập viện trong vài ngày. Ông qua đời vào ngày 16 tháng Chín.

### OpenProjects
Từ năm 1994 trở đi, Levin đã làm việc để khuyến khích việc sử dụng IRC cho phần mềm miễn phí và các dự án mã nguồn mở. Levin là một trong những người sáng lập của OpenProjects Network (OPN), mà nhanh chóng phát triển để trở thành mạng IRC lớn nhất được sử dụng bởi các cộng đồng phần mềm miễn phí. Các OpenProjects này sau đó được đóng gói để bán, nhưng không bán được.
Năm 2003 The Register (Anh) báo cáo rằng Levin quản lý yếu kém quỹ dành cho OPN, như trích dẫn sau "để thanh toán hóa đơn, để trả tiền thuê nhà, để mua thực phẩm và các nhu yếu phẩm."